# Setodes paribhuchita
Setodes paribhuchita är en nattsländeart som beskrevs av Schmid 1987. Setodes paribhuchita ingår i släktet Setodes och familjen långhornssländor. Inga underarter finns listade i Catalogue of Life.